# Обрастание

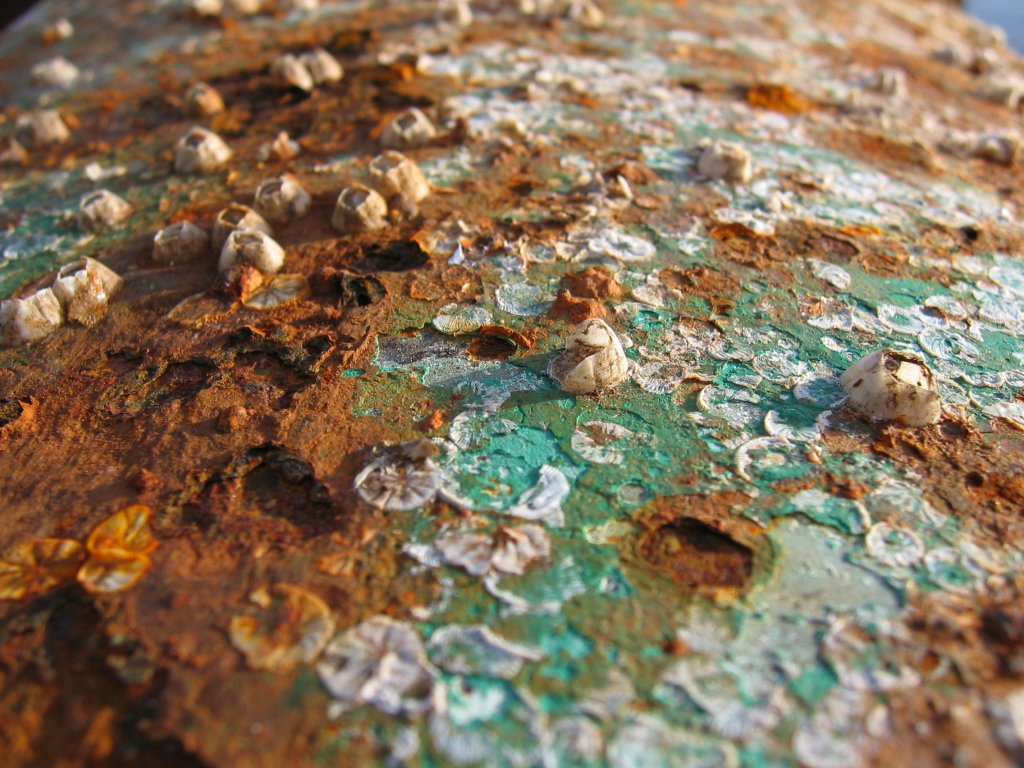
Коррозия, ускоренная обрастанием

Обрастание — нарост, образуемый на погружённых в воду предметах поселениями организмов (бактерий, водорослей, беспозвоночных животных) и минеральными частицами. По размерам организмы обрастания делят на микрообрастателей (бактерии, одноклеточные организмы) и макрообрастателей (беспозвоночные и водоросли). Более 1700 видов морских организмов могут участвовать в обрастании, создавая локальную экосистему.
Наиболее распространённой причиной обрастания искусственных поверхностей (днище корабля, нефтяная платформа и т. п.) являются колонии ракообразных, таких как морские уточки. Они прочно прикрепляются к находящимся в воде предметам, удалить их можно только путём механического соскребания. Обрастание могут образовывать и более крупные беспозвоночные, например мшанки, которые создают веерообразные структуры. Гидроиды, асцидии, известковые черви также вносят свой вклад в обрастание, однако они прикрепляются лишь к неподвижным объектам, а к судам только на стоянках и достаточно быстро отваливаются при выходе в море.
Раковины прикрепляются к подводным поверхностям путём выделения вяжущего вещества («клей морской уточки»). Это вещество образуется рядами парных желез на поверхности морской раковины и затвердевает в воде за 10—15 минут. Лабораторные исследования показали, что слой клея морской уточки толщиной в один микрон обладает модулем сдвига в 5 мегапаскалей, что соответствует хорошим образцам современных клеев.
Обрастатели живут в солёной морской воде; если морское судно достаточно долго находится в пресных водоёмах, то морские организмы гибнут. Однако, вопреки распространённому заблуждению, они не отваливаются, а напротив, при выходе в открытое море создают хорошую основу для нового обрастания. Существуют материалы, практически не подверженные обрастанию, — резина, стекло, некоторые синтетические поверхности.
Интенсивность морского обрастания зависит от температуры воды — в тропических широтах обрастание идёт быстрее. За полгода днище судна может покрыться наростом толщиной до 7 сантиметров и весом до ста тонн, особенно если были продолжительные стоянки в портах. Сильное обрастание может вызвать уменьшение скорости судна до двух узлов и увеличить расход топлива до 40 процентов.

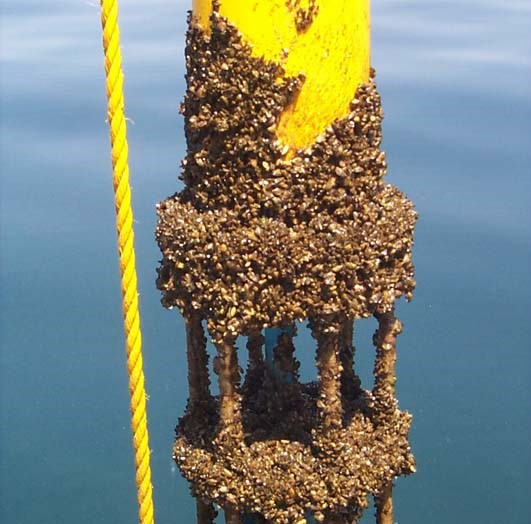
Измерительный инструмент, покрытый речными дрейссенами

Поселяясь на поверхности гидротехнических объектов, обрастатели причиняют существенный экономический ущерб. Морские организмы могут нарушать целостность изоляции электрических кабелей, разрушать оболочку оптоволокна и повреждать металлические тросы. Обрастание — одна из главных причин выхода из строя океанографических приборов, длительно находящихся в воде (измерителей течения, гидрофонов). В то же время некоторые обрастатели — например, мидии, — являются ценными промысловыми видами.
С проблемой обрастания столкнулись ещё мореплаватели древнего мира. Первые упоминания об этой проблеме можно встретить у Плутарха. Для воспрепятствования обрастанию древние мореплаватели использовали воск, дёготь, нефть, серу, мышьяк, свинец. С XVIII века для защиты от обрастания подводные конструкции (в основном, днища судов) обшивали медными листами. Медь обладает токсическими свойствами, и беспозвоночные-обрастатели на ней гибнут (хотя обрастание бурыми водорослями медь предотвратить не может). К 1783 году весь английский военный флот имел медную обшивку, к началу XIX века примеру Великобритании последовали Испания и Франция.
В настоящее время для профилактики обрастания используются специальные покрытия, содержащие в своём составе медь или другие токсические вещества (биоциды), обладающие большей токсичностью и большим сроком службы. Во второй половине XX века были популярны оловоорганические соединения — в это время до 70 процентов судов в мире обрабатывалось трибутилоловом (C4H9)3Sn. Покрытия на основе трибутилолова позволяли увеличить срок между обработками до четырёх лет. Однако исследования экологов показали, что токсические соединения олова серьёзно загрязняют океан, накапливаясь в донных отложениях. В октябре 2001 года Международная морская организация запретила использование покрытий на основе трибутилолова. При этом экологи охарактеризовали его даже как наиболее токсичное вещество, когда-либо целенаправленно выпускавшееся в океан.
В XXI веке используются более экологически чистые соединения цинка и ванадия; вновь пробудился интерес также и к меди. Однако для эффективного действия такие покрытия должны иметь достаточно большую растворимость, следовательно обработку поверхностей необходимо проводить периодически. В 2010-х годах Военно-морской флот США заинтересовался разработками наноматериала, имитирующего фактуру кожи акулы.
Проблеме обрастания подвержены внутренние системы судов и морских платформ использующие забортную воду: трубопроводы, бокскулеры, кингстонные ящики. Водоприёмную арматуру невозможно вычистить изнутри механическим или химическим путём, она подлежит полной разборке и замене. Для предотвращения обрастания внутренних поверхностей используют электролитическую систему защиты, состоящую из медного и алюминиевого анодов и источника питания. На аноды подаётся постоянный ток, начинается процесс электрохимического растворения металлов с заданной скоростью, выделяются ионы меди и гидроокись алюминия. Ионы меди негативно воздействуют на морские организмы, что препятствует заселению и колонизации. Гидроксид алюминия предотвращает отложение ионов меди на металлических поверхностях труб, способствует равномерному распределению по объему воды.
Поселение обрастателей на поверхности другого организма называется эпибиозом. Частным случаем микрообрастания является формирование бактериальной плёнки на зубах, которое приводит к кариесу.